# مارشا لينيهان
مارشا إم لينهان (من مواليد 5 مايو 1943) هي عالمة نفس ومؤلفة أمريكية. هي مبتكر العلاج السلوكي الجدلي (DBT)، وهو نوع من العلاج النفسي الذي يجمع إعادة الهيكلة المعرفية مع قبول ويقظة وتشكيل .
لينهان أستاذة فخري في علم النفس، وأستاذة في الطب النفسي والعلوم السلوكية في جامعة واشنطن في سياتل ومديرة عيادات العلاج البحث السلوكي. بحثها الأساسي هو في اضطراب الشخصية الحدية، وتطبيق النماذج السلوكية على السلوكيات الانتحارية، وتعاطي المخدرات.قال ألين فرانسيس، في مقدمة كتاب لينهان "بناء حياة تستحق العيش"، إن لينهان هي واحدة من اثنين أكثر "مبتكرين إكلينيكيين" تأثيرًا في مجال الصحة العقلية، والآخر هو آرون بيك .

## النشأة والتعليم
ولدت لينهان في تولسا، أوكلاهوما في 5 مايو 1943، وهي الثالثة من بين ستة أطفال. تم تشخيصها بمرضلفصام في معهد المعيشة في هارتفورد، كونيتيكت حيث كانت مريضة. تعرضت لينهان للعلاج بالصدمات الكهربائية، والعزلة، وكذلك العلاج بالثورازين والليبريوم. خلال هذا الوقت تعاملت مع سلوك انتحاري وعلى الرغم من عدم تشخيصها، قالت إنها تشعر أنها تعاني بالفعل من اضطراب الشخصية الحدية. تتشابه الأعراض التي عانت منها مع المعايير التشخيصية الحالية لاضطراب الشخصية الحدية. في مقابلة عام 2011 مع صحيفة نيويورك تايمز، قالت لينهان إنها "لا تتذكر" تناول أي دواء نفسي بعد مغادرتها معهد الحياة عندما كانت 18 عامًا.:3
تخرجت لينهان بتفوق من جامعة لويولا في شيكاغو عام 1968 بدرجة البكالوريوس في علم النفس. حصلت على ماجستير عام 1970 ودكتوراه في عام 1971، في علم نفس الاجتماعية والشخصي التجريبي. خلال فترة وجودها في جامعة لويولا، عملت لينهان كمحاضرة في برنامج علم النفس. بالإضافة إلى عملها في علم النفس، تدربت لينهان على تأمل الزن وأصبحت معلمة زن.

## مهنية
بعد تركه جامعة لويولا، بدأت لينهان فترة تدريب ما بعد الدكتوراه في خدمة منع الانتحار والأزمات في بوفالو، نيويورك بين عامي 1971 و 1972. خلال هذا الوقت، عملت لينهان كأستاذة مساعدة في جامعة بوفالو، جامعة ولاية نيويورك.من بوفالو، أكملت لينهان زمالة ما بعد الدكتوراه في تعديل السلوك في جامعة ستوني بروك.ثم عادت لينهان إلى جامعتها في جامعة لويولا عام 1973 وعملت كأستاذ مساعد في الجامعة حتى عام 1975. خلال هذا الوقت نفسه، عمل لينهان أيضًا كأستاذة مساعدة في علم النفس في الجامعة الكاثوليكية الأمريكية في واشنطن العاصمة من 1973 إلى 1977.
في عام 1977، تولت لينهان منصبًا في جامعة واشنطن كأستاذة مساعدة في قسم الطب النفسي وعلوم السلوك. لينهان الآن أستاذة علم النفس وأستاذ الطب النفسي والعلوم السلوكية في جامعة واشنطن ومدير عيادات البحث والعلاج السلوكي.
لينهان هي الرئيسة السابقة لجمعية النهوض بالعلاج السلوكي وكذلك لجمعية علم النفس العيادي 12 الجمعية الأمريكية لعلم النفس، زميل في كل من الجمعية الأمريكية لعلم النفس والجمعية الأمريكية لعلم النفس ودبلوماسي من المجلس الأمريكي علم النفس السلوكي. وهي أيضًا مؤسسة مجموعة التخطيط الاستراتيجي الانتحاري، ومجموعة التخطيط الاستراتيجي العلاج السلوكي الجدلي، و التكنولوجيا السلوكية LLC وشركة أبحاث التكنولوجيا السلوكية.
 

طورت لينهان العلاج السلوكي الجدلي (DBT) - وهو نوع من العلاج السلوكي المعرفي (CBT) مع عناصر القبول واليقظة، كنتيجة لمرضها العقلي. في عام 1967، بينما كانت تصلي في كنيسة كاثوليكية صغيرة في شيكاغو، قالت:
ذات ليلة كنت راكعة هناك، نظرت إلى الصليب، وأصبح المكان كله ذهبًا - وفجأة شعرت بشيء قادم نحوي... كانت هذه تجربة متلألئة، وركضت عائدًا إلى غرفتي وقلت، "أنا أحب نفسي." كانت هذه هي المرة الأولى التي أتذكر فيها التحدث إلى نفسي بصيغة المتكلم. شعرت بالتحول. 

## العلاج السلوكي الجدلي
أدركت لينهان من خلال عملها أهمية مفهومين في الصحة النفسية. كان أحدها أنه لتحقيق حياة هادفة وسعيدة، يجب أن يتعلم الناس قبول الأشياء كما هي. والآخر هو أن التغيير ضروري للنمو والسعادة. هذان المفهومان هما أساس علاجها. يستخدم العلاج السلوكي الجدلي لعلاج اضطراب الشخصية الحدية (BPD)، والذي يتميز بالسلوك الانتحاري. إلى جانب علاج اضطراب الشخصية الحدية، فقد تم استخدامه أيضًا لعلاج اضطرابات أخرى مثل اضطرابات الأكل وتعاطي المخدرات. يستخدم العلاج السلوكي الجدلي العديد من التقنيات مثل العلاج السلوكي والاستراتيجيات التي تحسن التأقلم وتنظيم العاطفة ومهارات اليقظة. تتضح أهمية العلاج السلوكي الجدلي لأنه العلاج الوحيد الذي أثبت فعاليته في الحد من السلوك الانتحاري. على المستوى الشخصي، يعد هذا أمرًا مهمًا بالنسبة إلى لينهان بسبب صراعاتها المبكرة مع الصحة العقلية.

## الأوسمة والجوائز
كسبت لينهان على العديد من الجوائز لأبحاثها وعملها العيادي، بما في ذلك جائزة لويس إسرائيل دبلن لإنجاز مدى الحياة في مجال الانتحار في عام 1999، وجائزة البحث المتميز في الانتحار من المؤسسة الأمريكية لمنع الانتحار، وإنشاء جائزة مارشا لينهان لـ البحث المتميز في علاج السلوك الانتحاري الذي قدمته الجمعية الأمريكية لعلم الانتحار، وجائزة العالم المتميز من جمعية علم النفس العيادي، والمساهمات العلمية المتميزة في جائزة علم النفس العيادي من جمعية علم النفس العيادي، وجوائز للمساهمات المتميزة في ممارسة علم النفس والمساهمات المتميزة للأنشطة العيادية بالإضافة إلى جائزة المعلم المتميز لتعليم الصحة العقلية من معهد نيو إنجلاند التعليمي في عام 2004، وجائزة الإنجاز الوظيفي من جمعية علم النفس الأمريكية في عام 2005.

## المنشورات
ألفت لينهان وشاركت في تأليف العديد من الكتب، بما في ذلك دليلين للعلاج: العلاج السلوكي المعرفي لاضطراب الشخصية الحدية ودليل التدريب على المهارات لعلاج اضطراب الشخصية الحدية. نشرت مذكرات عن حياتها وخلق العلاج السلوكي الديالكتيكي : بناء حياة تستحق العيش: مذكرات في عام 2020. وأيضًا نشرت كثيراً في المجلات العلمية، والتي يتضمن بعضها أبحاثًا حول السلوك الانتحاري مثل مقال "نمذجة دورة السلوك الانتحاري: فهم محاولات الانتحار المتكررة بين الأفراد المصابين باضطراب الشخصية الحدية وتاريخ محاولات الانتحار" بينما يساهم البعض الآخر فيها على العلاج السلوكي الجدلي مثل "التقييم السلوكي في العلاج السلوكي الجدلي: تعليق على السلسلة الخاصة".

### منشورات كتاب مختارة
- بناء حياة تستحق العيش: مذكرات (2020)
- منشورات وأوراق عمل للتدريب على مهارات العلاج السلوكي الجدلي (2015)
- دليل التدريب على مهارات العلاج السلوكي الجدلي (2015)
- الإجراءات المعاكسة: تغيير المشاعر التي تريد تغييرها (2007)
- فهم اضطراب الشخصية الحدية: النهج الديالكتيكي (1995)
- العلاج المعرفي السلوكي لاضطراب الشخصية الحدية (1993)
- دليل التدريب على المهارات لعلاج اضطراب الشخصية الحدية (1993).

## الحياة الشخصية
لينهان غير متزوجة وتعيش مع ابنتها البيروفية بالتبني جيرالدين "جيري" وزوج بنتها في سياتل بواشنطن.:3
لينهان هي كاثوليكية رومانية منذ فترة طويلة وتفيد بأنها تشارك في ممارسات مثل التأمل التي علمها قساوسة كاثوليكيون من الروم الكاثوليك، بما في ذلك مدرس زن ويليجيس جاغر.

## روابط خارجية
- "Marsha M. Linehan". faculty.washington.edu. جامعة واشنطن. مؤرشف من الأصل في 2023-01-28.
- DrLinehan على تويتر.
- "Behavioral Research and Therapy Clinics (BRTC) at the University of Washington". depts.washington.edu. مؤرشف من الأصل في 2023-03-15.
- "Behavioral Tech: A Linehan Institute Training Company". behavioraltech.org. مؤرشف من الأصل في 2023-01-05.